# Thilo Thomas Krigar
Thilo Thomas Krigar (* 1961 in Berlin) ist ein deutscher Komponist und Cellist.

## Biografie
Krigar wurde als Sohn des Dokumentarfilmers Kurt Krigar geboren. Während seiner Schulzeit am altsprachlichen Gymnasium war er Jungstudent am Julius-Stern-Institut. Von 1980 bis 1985 studierte er Musik mit dem Hauptfach Violoncello an der Hochschule der Künste Berlin. Es folgten weitere Studien und Ausbildungen u. a. in Musikwissenschaft, Neurolinguistik und Molekulargenetik. 1989 gründete er das Ensemble Pythagoras Strings, in dem er u. a. mit Dimitri Tombassov, Bettina Marquardt, Cristian Petrescu und Fernando Grillo zusammenarbeitete. Mit seinem Ensemble und als Solist spielte er zahlreiche Uraufführungen Neuer Musik.
Ab Mitte der 1990er Jahre rückte seine eigene Kompositionstätigkeit zunehmend in den Vordergrund. Krigar nimmt in seinen Werken zumeist Bezug auf Thematiken, die außerhalb des musikalischen Kontextes stehen: Dichtungen, Kunstwerke, naturwissenschaftliche Themen, philosophische und erkenntnistheoretische Fragestellungen liefern die Ausgangspunkte für sein Schaffen. Die meisten seiner Werke basieren auf einer präzise definierten Grundidee, aus der sich das gesamte Stück organisch und selbsterklärend entfaltet.

## Kompositionen und Aufführungen (Auswahl)
- Solosonate für Cello & Video, grün-gelb-blau-rot, Dekonstruktion, Musik für die Produktion Schnittstelle; T.T.Krigar, Cello; Berliner Palais Podewils, 9. Januar 1997
- Hymnus an Aphrodite, „Pythagoras Strings“, Rotunde Altes Museum Berlin, 30. Januar 1997
- Die Zeit trägt einen Ranzen auf dem Rücken für Sopran und Klavier, Alte Oper Frankfurt, 6. Mai 1997
- Odyssee, Uraufführung mit Otto Sander, Angela Winkler, „Pythagoras Strings“, Europäische Kulturhauptstadt Thessaloniki, 30. April 1997; zweite Fassung: Alte Oper Frankfurt, 2. Dezember 1997
- In Erwartung Josefinens, T.T.Krigar, Cello, Hamburger Bahnhof Berlin, 18. Januar 1998
- Filmmusik zum Dokumentarspiel Der Traum von der Freiheit für ARD und Quartettsatz 1848 – Traum von der Freiheit, „Pythagoras Strings“, 7 Ausstrahlungen im Jahr 1998
- Autopsien am Körper der Natur zu Texten von Thomas Bernhard, „Pythagoras Strings“ mit Marianne Hoppe, Orangerie des Schloss Charlottenburg Berlin, 15. September 1999
- West-East Divan, Eine musikalisch-literarische Morgenlandfahrt zu J.W.von Goethe, Europäische Kulturhauptstadt Weimar, „Pythagoras Strings“ und Christian Brückner, Mai 1999; erweiterte Fassung zu den Feierlichkeiten des 251. Goethe-Geburtstages 2000 im Garten des Goethehauses, Weimar 28. August 2000
- pAllAS AtHEnA, Musikalische Aktion für Streicher und Fanfare, „Pythagoras Strings“, Pergamon Museum Berlin, 14. Januar 2000
- Millenium für Violoncello, 1999/2000
- Wer hat Angst vor Picasso, Klee, Matisse, 22 Stücke mit diversen Besetzungen für den Audioführer der Sammlung Berggruen, ab Dezember 2000
- 7 musikalische Szenen zu Don Quijote, Schloss Honhardt, 17. November 2001
- DNA IN CONCERT – der Fluss der genetischen Information als Sinfonie des Lebens – Aufführungen mit den „Pythagoras Strings“:

- 28. Juni 2004: Musikakademie Rheinsberg, Pfingstwerkstatt für Neue Musik
- 29. Juni 2004: Wissenschaftssommer der Uni-Hamburg, Sylt-Quelle
- September 2004: „KLAK“, Installation im Klangmuseum im Kulturbahnhof Kassel (Version B)
- 18. November 2004: Version B während der Abschlussveranstaltung zum „Jahr der Technik“ unter Einsatz der IOSONO-Klangfeldsynthese des Fraunhofer-Instituts, Gebläsehalle Duisburg
- 29. Juni 2005: Version A, gefördert vom Hauptstadt Kulturfonds, Palais Podewils Berlin
- 12. Juni 2009: Im Rahmen des Festivals „Klangraum“ der Musikhochschule Detmold, unter Einsatz der Wellenfeldsynthese
- 12. Oktober 2009: Im Rahmen des 13. Dresdner Festivals für Zeitgenössische Musik, Hellerau
- Musik für Selma für Cello und Sprecherin, mit Iris Berben und T.T.Krigar, Konrad Adenauer Konferenzzentrum, Jerusalem, 2. Oktober 2005
- Musik zu Bed & Breakfast mit Heike Schmidt, Neue Nationalgalerie Berlin, 21. April 2006
- Strömung, Lieder mit Ensemble zu Gedichten von Ingeborg Bachmann, Konzerthaus Berlin, 14. Juli 2007
- Alles Was Recht Ist, T.T.Krigar gemeinsam mit Fabian Cohn, kleines Musiktheater für Cello, Stimme, Pantomime und Schauspiel, 12 Vorstellungen 2008
- Mallorqueña für Gitarre solo, 2010 unveröffentlicht
- Klavierstück 2010 mit Tomasz Kamieniak, Klavier; Schwartzsche Villa Berlin, 30. Oktober 2010
- Plein-Air für Violoncello, Elektronik und Video von T.T.Krigar und Fabian Cohn, Galerie Rose, Hamburg, 25. August 2011
- Concertino für Saxophon, Vibraphon und Piano, mit Nikola Lutz, Armin Sommer und Werner Heinrich Schmitt, Speyer, 20. Mai 2012
- Trio für Violine, Violoncello und Klavier, Marianne Böttcher, Violine,  T.T.Krigar, Cello, Björn Lehmann, Klavier, Unerhörte Musik Berlin, 11. Juni 2013
- Jahreszeiten für Violoncello solo, mit T.T. Krigar, Konzerthaus Berlin, 7. November 2013
- Odyssee – Eine literarische Reise von Homer bis Kazantzakis in musikalischen Bildern, Neufassung für Sextett, Sprecherin: Corinna Harfouch, Sprecher: Christian Brückner, Mitglieder der Berliner Philharmoniker, Philharmonie Berlin, 20. Februar 2017
- Musikalische Ansichten zum Neubau eines Stadtschlosses für Cello zu Ölbildern von André Krigar, mit T.T.Krigar, Cello; Unerhörte Musik, Berlin 10. April 2018
- L'equilibre für Cello und Klavier, mit T.T.Krigar und Julia Kadel, Schwartzsche Villa Berlin, 21. September 2018
- PAN für Oboe solo mit Peter Michel, Oboe; Darmstadt, 2. Juni 2019
- Justitia, Arie für Sopran und sinfonisches Orchester. NS-Dokumentationszentrum München, 11. Juli 2019
- Vielleicht das Wehen Deines Haars für Sopran, Flöte, Harfe, Cimbalom; Schwartzsche Villa Berlin, 26. September 2019
- 5 Stücke für Sinfonisches Orchester, 2020–2022 unveröffentlicht
- Sonetts 18 & 19 by W. Shakespeare für Sopran und Klavier, Corinna Ruba und Julia Kadel, für German Forum, NYC, verlegt bei Ries & Erler, August 2022